# 宇垣村
宇垣村（うがきそん）は、岡山県御津郡にあった村。現在の岡山市北区の一部にあたる。

## 地理
旭川の中流右岸、湾曲部にできた氾濫沖積平野に位置していた。

## 歴史
- 1875年（明治8年）津高郡河内村の枝村の原、富谷、山条が合併して宇垣村が成立[2]。
- 1889年（明治22年）6月1日、町村制の施行により、津高郡宇垣村、河内村、野々口村、吉尾村が合併して村制施行し、宇垣村が発足[1][2]。旧村名を継承した宇垣、河内、野々口、吉尾の4大字を編成[2]。
- 1900年（明治33年）4月1日、郡の統合により御津郡に所属[1][2]。
- 1953年（昭和28年）4月1日、御津郡牧山村・金川町・宇甘東村・宇甘西村、赤磐郡五城村・葛城村と合併し御津郡御津町を新設して廃止された[1][2]。合併後、御津町大字宇垣・河内・野々口・吉尾となる[2]。

### 地名の由来
中世以来の宇垣郷にちなむ。

## 産業
- 農業、養蚕[2]

## 交通

### 鉄道
- 1898年（明治31年）中国鉄道中国線（現津山線）開通し、野々口駅開設[2]。

## 教育
- 1901年（明治34年）宇垣尋常小学校開校[2]。
- 1947年（昭和22年）宇垣村外二箇村組合・宇垣中学校開校[2]。